# (211) Isolda
(211) Isolda est un astéroïde de la ceinture principale.

## Description
(211) Isolda est un astéroïde de la ceinture principale découvert par Johann Palisa le 10 décembre 1879.

## Nom
Son nom fait probablement référence à Iseut, héroïne de la légende de Tristan et Iseut, personnage de la légende arthurienne et de l'opéra de Richard Wagner Tristan und Isolde.